# Franciszek Zorzi
Franciszek Zorzi (ur. 1337, zm. 1388) – wenecki władca Markizatu Bodonitzy w latach 1345–1388. 

## Życiorys
Syn Mikołaja I Zorzi i Guglielmy Pallavicini. Jego bratem był Mikołaj III Zorzi. Był wasalem księcia Aten. Jego następcą był jego syn Jakub Zorzi. 